# Jiří Vostrý
Jiří Vostrý, zvaný také Žitavec (5. října 1702 Hlavňov – 27. března 1760 Praha) byl český protestant, původně kameník, později exulant, kazatel a převaděč, který pašoval z Pruska do Čech zakázané české knihy. Jeho postava je známá i proto, že pod svým jménem vystupuje v románu Temno od Aloise Jiráska.

## Život
Narodil se roku 1702 jako Jiřík Šorfa na samotě poblíž rybníka jižně od Hlavňova (na místě tehdejší chalupy je kamenný pomníček s pamětní deskou, odhalený v roce 1964). Vyučil se kameníkem a stal se (není známo, kdy) tajným evangelíkem. Lokalita byla tehdy ve správě benediktinského kláštera Broumov. Jeho opat Otmar Zinke vyhlásil roku 1726 patent, v němž slíbil osobám protestantské víry, které se vrátí ke katolictví, rozhřešení z kacířství; zároveň hrozil přísnými tresty všem, kteří neodevzdají zakázané knihy (v Hlavňově a okolí vyhledávaly protestanty jezuitské misie a do kláštera bylo tajně doneseno na 40 pytlů zakázaných „kacířských“ knih).
Jiřík Šorfa odešel v té době s manželkou a dvěma dětmi, se sestrou a několika dalšími souvěrci z okolí tajně do emigrace do Žitavy, kde si své příjmení počeštil na Vostrý. V tehdy pruské Žitavě žilo mnoho českých exulantů a tiskla se tu česká náboženská literatura, která se pašovala do Čech. Vostrý byl při jedné takové cestě nedaleko Litomyšle chycen, při mučení se přiznal ke své totožnosti a byl pak odsouzen k vězení ve Špilberku. Odtamtud si ho údajně vyžádal opat Zinke, protože Vostrý byl jeho poddaným, ale hlavně i zručným kameníkem; Vostrý pak pracoval s okovy na nohou na přestavbě broumovského kláštera, ale podařilo se mu uprchnout.
Vostrý pak svých tajných cest do Čech zanechal a přesídlil ze Žitavy k Berlínu, kde v té době vznikala osada Český Rixdorf. Založil tu textilní manufakturu a v roce 1742 se stal berlínským měšťanem. Po vypuknutí sedmileté války se rozhodl vydat znovu do Čech. Padl ale do rukou rakouských husarů, kteří ho považovali za vyzvědače. Byl převezen do Prahy, kde v březnu 1760 podlehl následkům mučení.

## Vostrý-Žitavec jako literární postava
Postavu evangelického emigranta Jiřího Vostrého, zvaného Žitavec, připomněla v roce 1904 Teréza Nováková v románu Jan Jílek, kde Vostrý vystupuje jako spolupracovník hlavního hrdiny, kterým je rovněž skutečná osoba spisovatele Jana Jílka.
V románu Aloise Jiráska Temno z roku 1915 má Vostrý roli hledaného protestantského predikanta, šiřitele nekatolických knih a převaděče (román se odehrává v době před svatořečením Jana Nepomuckého v březnu 1729); v roce 1950 byl podle románu natočen stejnojmenný film (scénář a režie Karel Steklý, roli Vostrého ztvárnil Zdeněk Bittl).